# ハインリヒ20世 (ロイス＝グライツ侯)
ハインリヒ20世・ロイス・ツー・グライツ（Heinrich XX. Fürst Reuß zu Greiz, 1794年6月29日 - 1859年11月8日）は、兄系ロイス侯国の統治者（在位：1836年 - 1859年）。
ロイス＝グライツ侯ハインリヒ13世とその妻でナッサウ＝ヴァイルブルク侯カール・クリスティアンの娘であるルイーゼの間の三男として生まれ、兄ハインリヒ19世が男子をもうけずに亡くなったため、後継ぎとなった。1848年革命の余波を受け、それまでの君主中心の政治のあり方を大きく変更する内容の憲法に署名することを余儀なくされたが、憲法が実際に発効されることはなかった。また、オーストリア軍に将軍として仕えた。

## 子女
1834年11月25日にボヘミアのハイト（現在のチェコ領プルゼニ州タホフ郡ボル）において、レーヴェンシュタイン＝ヴェルトハイム＝ローゼンベルク侯カールの娘ゾフィー（1809年 - 1838年）と結婚したが、子供をもうけないまま4年後に死別した。
1839年10月1日にバート・ホンブルクにおいて、ヘッセン＝ホンブルク方伯グスタフの娘カロリーネと再婚し、間に5人の子女をもうけた。
- ヘルミーネ（1840年 - 1890年） - 1862年、シェーンブルク＝ヴァルデンブルク侯子フーゴーと結婚
- ハインリヒ21世（1844年）
- ハインリヒ22世（1846年 - 1902年） - ロイス＝グライツ侯
- ハインリヒ23世（1848年 - 1861年）
- マリー（1855年 - 1909年） - 1875年、イーゼンブルク＝ビューディンゲン伯フリードリヒと結婚

| 先代 ハインリヒ19世 | ロイス＝グライツ侯 1836年 - 1859年 | 次代 ハインリヒ22世 |